# Hof (Naundorf)
Hof ist ein Ortsteil der Gemeinde Naundorf im Landkreis Nordsachsen in Sachsen.

## Geographie und Verkehrsanbindung
Hof liegt südwestlich des Ortskerns von Naundorf. Durch den Ort fließt die Jahna mit dem Salbitzer Bach. Die B 169 verläuft am südlichen Ortsrand, die B 6 weiter entfernt nördlich.

## Geschichte

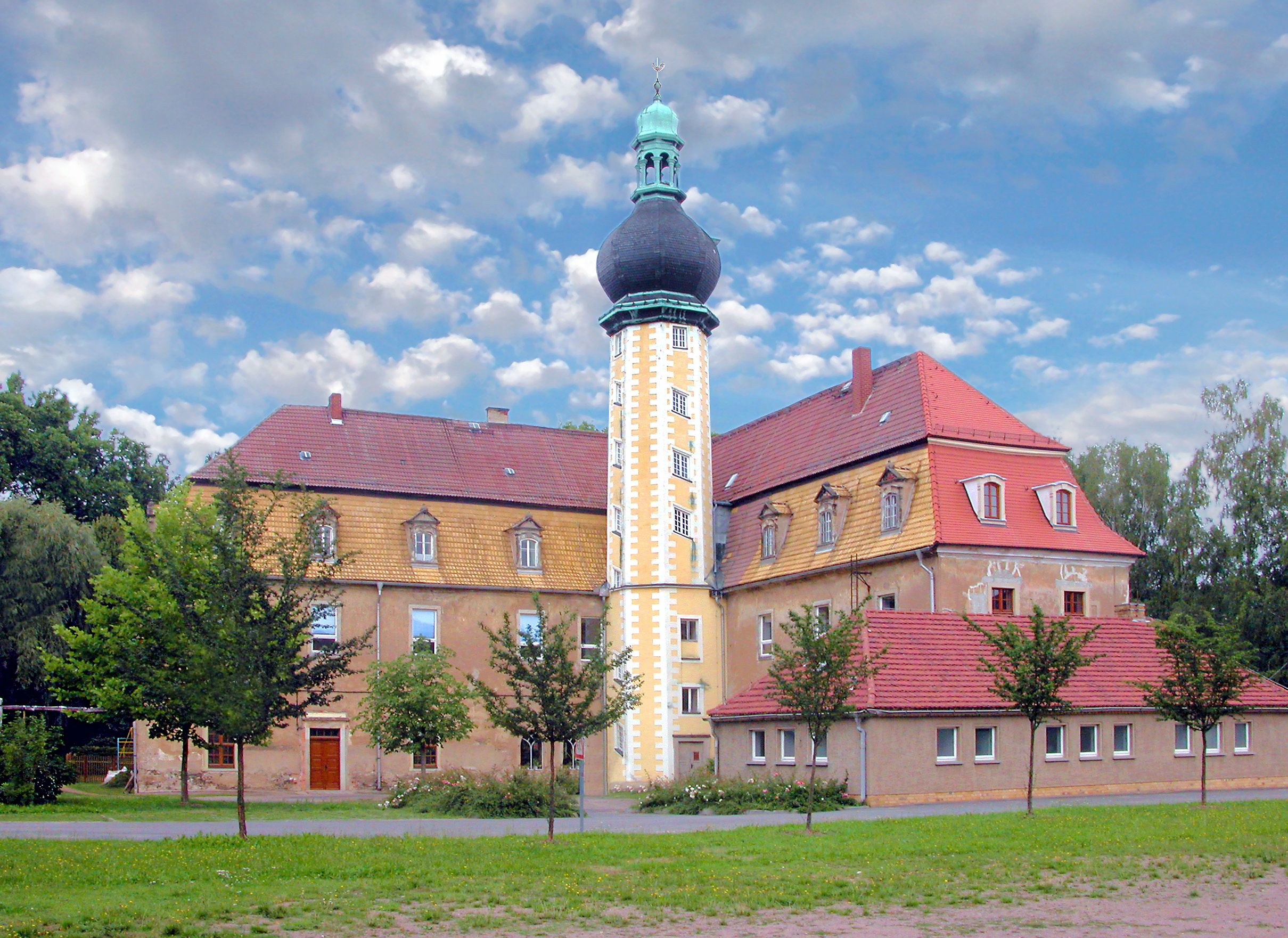
Hof: Neues Schloß, Barock (1750)

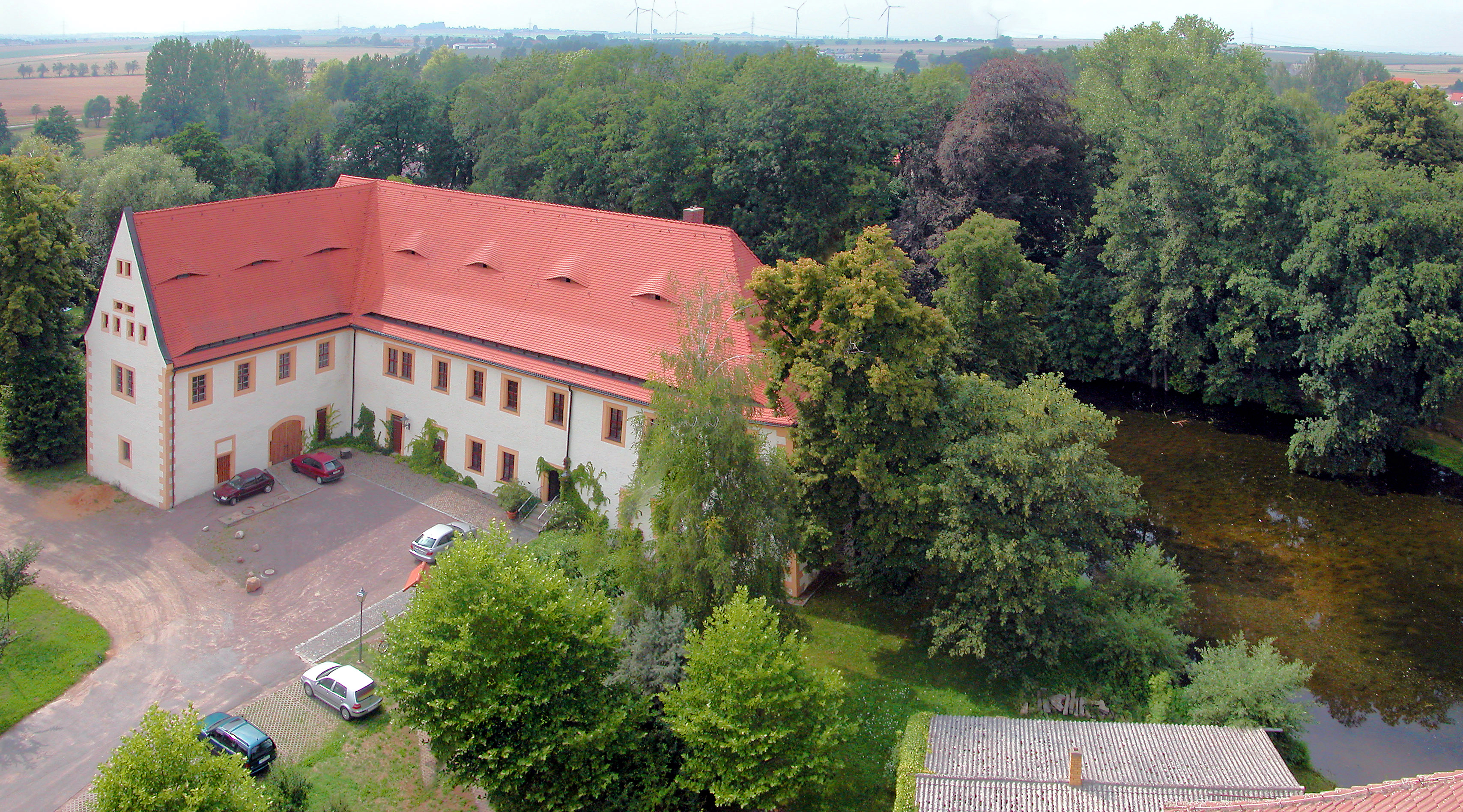
Altes Schloss Hof. Renaissance um 1540.

Das Alte Schloss wurde um 1540 für Christoph von Schleinitz errichtet. Der Festsaal im Obergeschoss ist mit einer der schönsten Renaissancedecken in Sachsen geschmückt, die zu Beginn des 17. Jahrhunderts eingebaut wurde. Die Kassettendecke enthält 88 Bilder mit Garten- und Schlossdarstellungen sowie symbolischen Bildszenen, die von lateinischen Sinnsprüchen umgeben sind. Das Alte Schloss ist heute Sitz der Gemeindeverwaltung der Gemeinde Naundorf. 

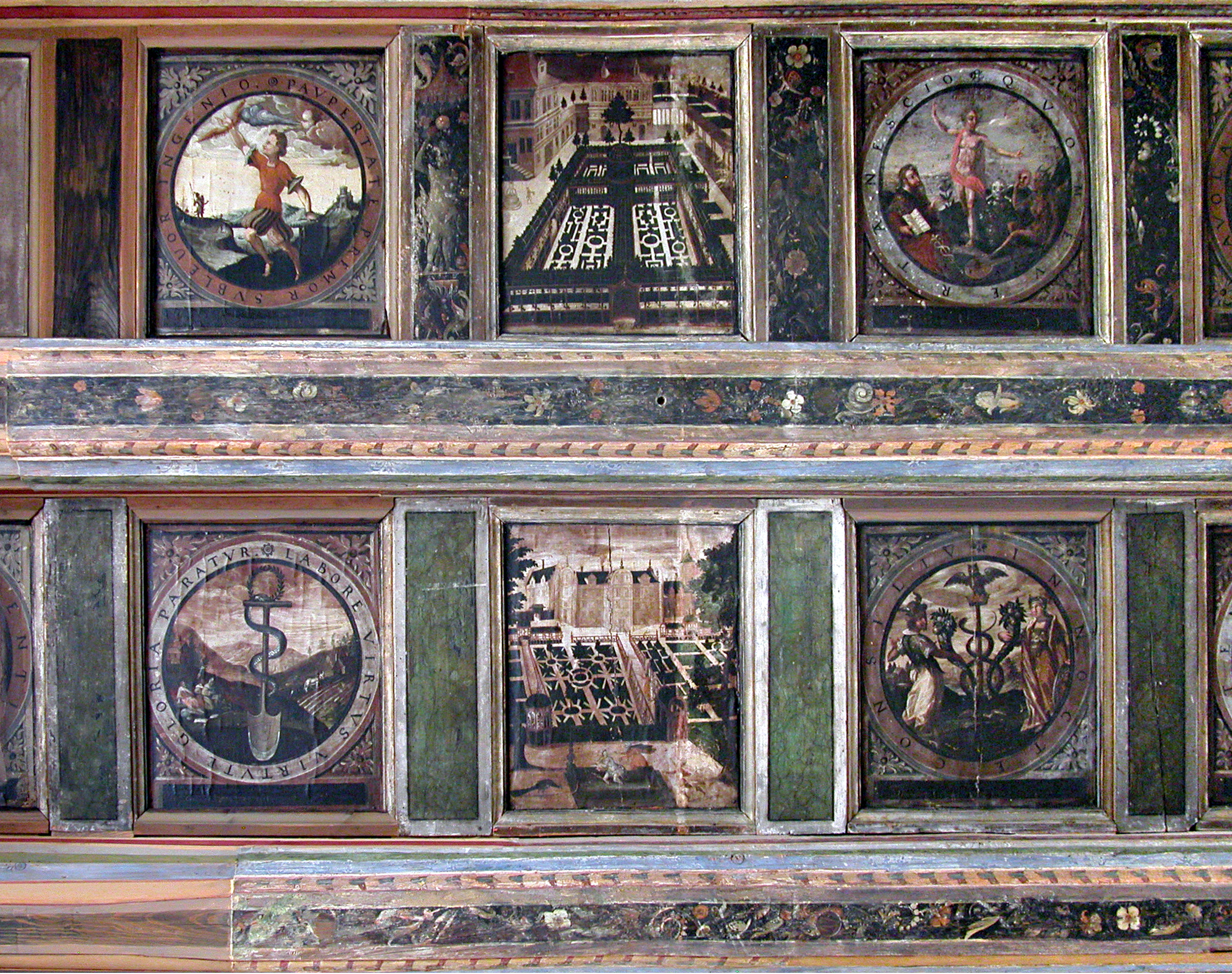
Altes Schloss Hof. Detail der Renaissancedecke.

1690 gelangte das Gut an die Reichsgrafen von Zinzendorf und Pottendorf, die aufgrund ihres evangelischen Glaubens aus Niederösterreich nach Sachsen ausgewandert waren. Friedrich Christian Reichsgraf und Herr von Zinzendorf und Pottendorf (1697–1756) ließ um 1750 neben dem Alten Schloss das neue Schloss errichten, das heute eine Grundschule beherbergt. Der Barockbau besteht aus zwei Flügeln mit einem hohen, schlanken Treppenturm, dessen Zwiebelhaube von 1905 stammt. Die Fassaden waren mit einer eleganten, illusionistischen Bemalung versehen, die in einer Probeachse rekonstruiert wurde. Das Rittergut wurde 1932 aufgelöst, seither befinden sich beide Schlösser in Gemeindebesitz. Eines der Güter wurde an Paul Lein verpachtet, der dort 1934 die sächsische Motor-SA-Schule einrichtete.
Am 1. Juli 1950 wurde die bis dahin eigenständige Gemeinde Salbitz eingegliedert.

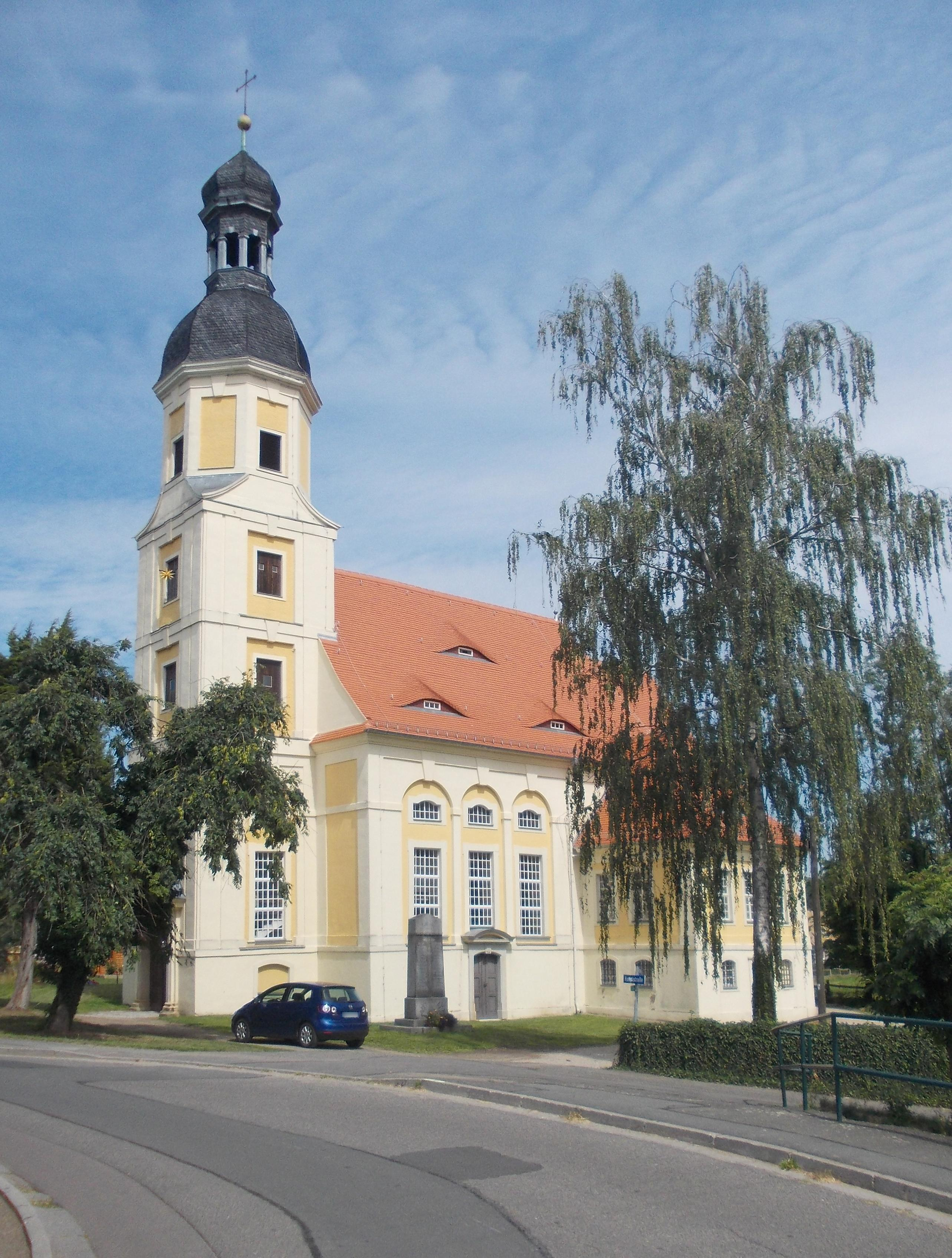
Kirche in Hof
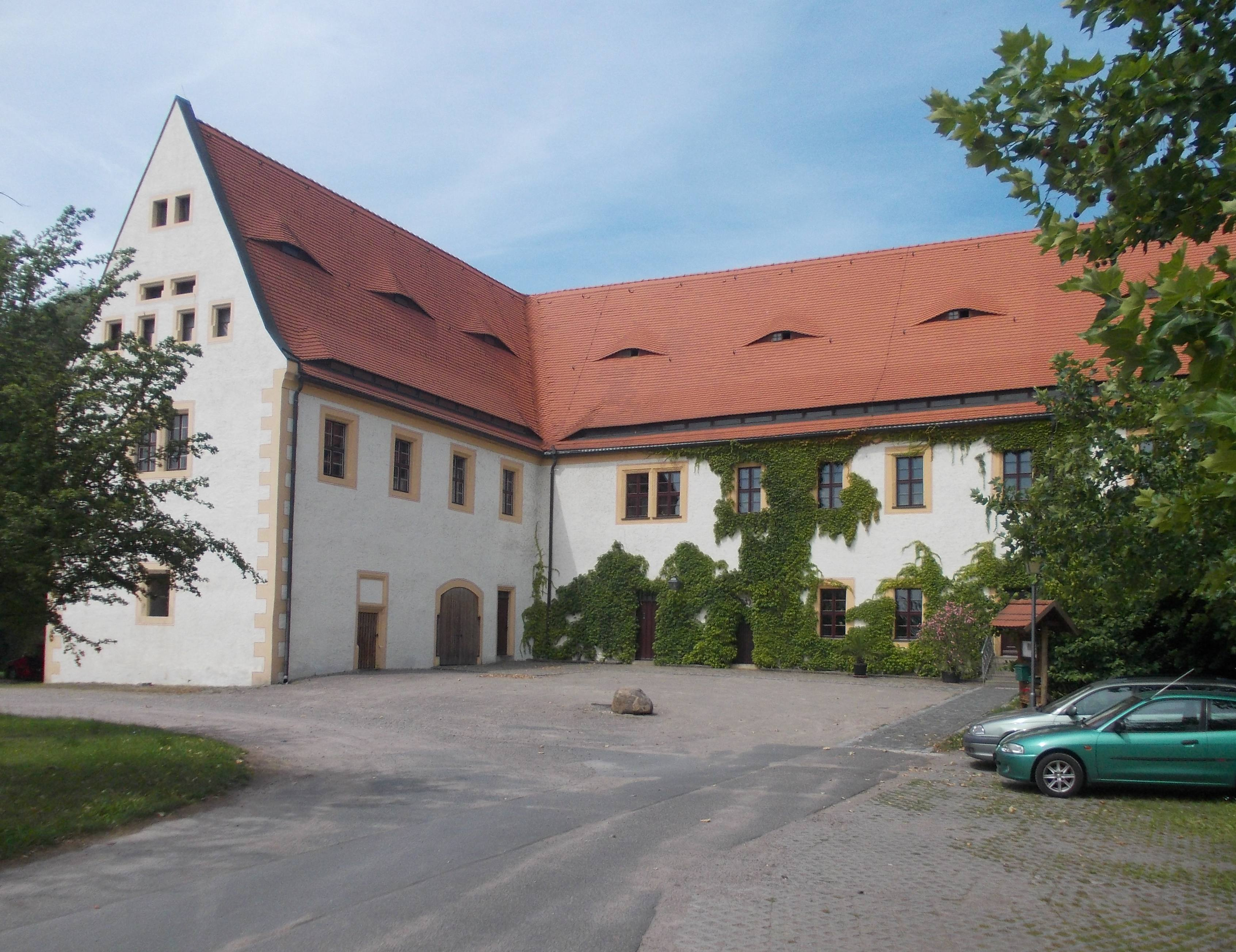
Altes Schloss
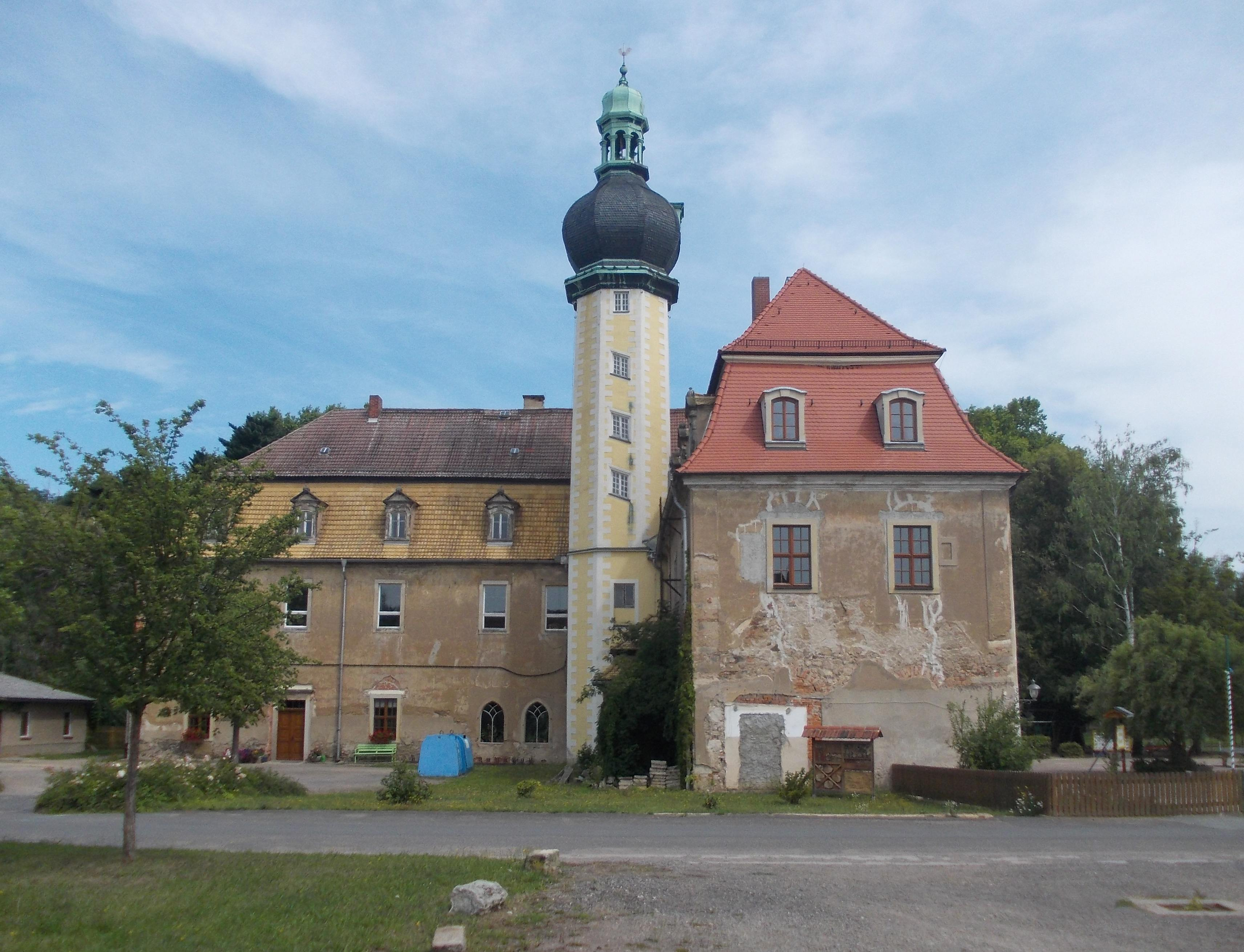
Neues Schloss